# Provinciile statului Chile

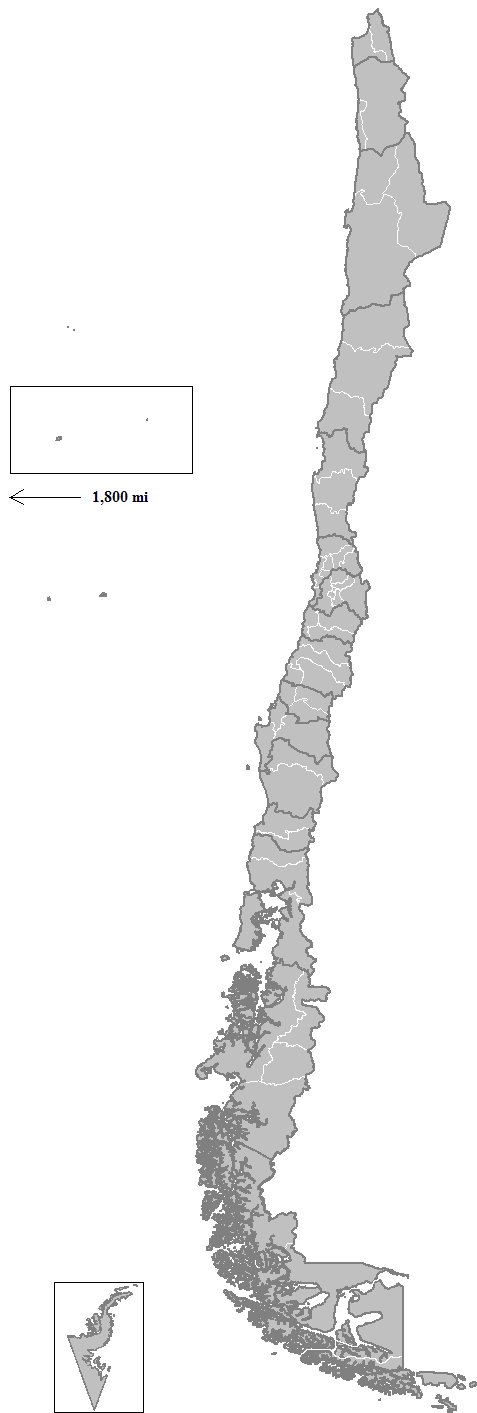
Provinciile țării

Provincia este cel de-al doilea nivel al organizării administrative din Chile, după regiune. Cele 54 de provincii ale țării sunt mai departe divizate în 346 de comune.
Fiecare provincie este condusă de un guvern provincial (gobernación provincial) în frunte cu un guvernator (gobernador) numit în funcție de președinte.
Până în anii 1980 provincia a fost principala unitate administrativă din Chile, cu un total de 25 provincii de existente la momentul reformării sistemului: Tarapacá, Antofagasta, Atacama, Coquimbo, Aconcagua, Valparaíso, Santiago, O'Higgins, Colchagua, Curicó, Talca, Maule, Linares, Ñuble, Concepción, Arauco, Biobío, Malleco, Cautín, Valdivia, Osorno (din 1940), Llanquihue, Chiloé, Aisén (din 1929), Magallanes (din 1929).

## Lista provinciilor
Tabelul de mai jos prezintă provinciile țării, ordonate după regiune alfabetic, cu capitalele lor, suprafața și numărul populației în 2002, conform Institutului Național de Statistici din Chile.
| Regiune                 | Provincie               | Capitală        | Nr. de comune | Suprafață   | Populație în 2002 |
| ----------------------- | ----------------------- | --------------- | ------------- | ----------- | ----------------- |
| XV Arica și Parinacota  | Arica                   | Arica           | 2             | 8.726,4     | 186.488           |
| XV Arica and Parinacota | Parinacota              | Putre           | 2             | 8.146,9     | 3.156             |
| I Tarapacá              | Iquique                 | Iquique         | 2             | 2.835,3     | 216.419           |
| I Tarapacá              | Tamarugal               | Pozo Almonte    | 5             | 39.390,5    | 22.531            |
| II Antofagasta          | Antofagasta             | Antofagasta     | 4             | 67.793,5    | 318.779           |
| II Antofagasta          | El Loa                  | Calama          | 3             | 41.999,6    | 143.689           |
| II Antofagasta          | Tocopilla               | Tocopilla       | 2             | 16.236      | 31.516            |
| III Atacama             | Copiapó                 | Copiapó         | 3             | 32.538,5    | 155.713           |
| III Atacama             | Huasco                  | Vallenar        | 3             | 18.201,5    | 66.491            |
| III Atacama             | Chañaral                | Chañaral        | 2             | 24.436,2    | 32.132            |
| IV Coquimbo             | Elqui                   | La Serena       | 6             | 16.894,8    | 365.371           |
| IV Coquimbo             | Limarí                  | Ovalle          | 5             | 13.553,2    | 156.158           |
| IV Coquimbo             | Choapa                  | Illapel         | 4             | 10.131,6    | 81.681            |
| V Valparaíso            | Isla de Pascua          | Hanga Roa       | 1             | 163,6       | 3.791             |
| V Valparaíso            | Los Andes               | Los Andes       | 4             | 3.217,7     | 95.474            |
| V Valparaíso            | Marga Marga             | Quilpué         | 3             | 927,2       | 263.420           |
| V Valparaíso            | Petorca                 | La Ligua        | 6             | 4.736,4     | 71.243            |
| V Valparaíso            | Quillota                | Quillota        | 6             | 1.344,9     | 190.022           |
| V Valparaíso            | San Antonio             | San Antonio     | 6             | 1.611,6     | 136.594           |
| V Valparaíso            | San Felipe de Aconcagua | San Felipe      | 6             | 2.659,2     | 131.911           |
| V Valparaíso            | Valparaíso              | Valparaíso      | 6             | 1.999,1     | 651.188           |
| VI O'Higgins            | Cachapoal               | Rancagua        | 17            | 7.384,2     | 542.901           |
| VI O'Higgins            | Colchagua               | San Fernando    | 10            | 5.678       | 196.566           |
| VI O'Higgins            | Cardenal Caro           | Pichilemu       | 6             | 3.324,7     | 41.160            |
| VII Maule               | Talca                   | Talca           | 10            | 9.937,8     | 352.966           |
| VII Maule               | Linares                 | Linares         | 8             | 10.041,2    | 253.990           |
| VII Maule               | Curicó                  | Curicó          | 9             | 7.280,9     | 244.053           |
| VII Maule               | Cauquenes               | Cauquenes       | 3             | 3027.2      | 57.088            |
| VIII Biobío             | Concepción              | Concepción      | 12            | 3.439,3     | 912.889           |
| VIII Biobío             | Ñuble                   | Chillán         | 21            | 13.178,5    | 438.103           |
| VIII Biobío             | Biobío                  | Los Ángeles     | 14            | 14.987,9    | 353.315           |
| VIII Biobío             | Arauco                  | Lebu            | 7             | 5.457,2     | 157.255           |
| IX Araucanía            | Cautín                  | Temuco          | 21            | 18.409      | 667.920           |
| IX Araucanía            | Malleco                 | Angol           | 11            | 13.433,3    | 201.615           |
| XIV Los Ríos            | Valdivia                | Valdivia        | 8             | 10.197,2    | 259.243           |
| XIV Los Ríos            | Ranco                   | La Unión        | 4             | 8.232,3     | 97.153            |
| X Los Lagos             | Llanquihue              | Puerto Montt    | 9             | 14.876,4    | 321.493           |
| X Los Lagos             | Osorno                  | Osorno          | 7             | 9.223,7     | 221.509           |
| X Los Lagos             | Chiloé                  | Castro          | 10            | 7.165,5     | 142.194           |
| X Los Lagos             | Palena                  | Futaleufú       | 4             | 15.301,9    | 18.971            |
| XI Aysén                | Coyhaique               | Coyhaique       | 2             | 12.942,5    | 51.103            |
| XI Aysén                | Aysén                   | Puerto Aysén    | 3             | 46.588,8    | 29.631            |
| XI Aysén                | General Carrera         | Chile Chico     | 2             | 11.919,5    | 6.921             |
| XI Aysén                | Capitán Prat            | Cochrane        | 3             | 37.043,6    | 3.837             |
| XII Magallanes          | Magallanes              | Punta Arenas    | 4             | 36.400,8    | 121.675           |
| XII Magallanes          | Última Esperanza        | Puerto Natales  | 2             | 55.443,9    | 19.855            |
| XII Magallanes          | Tierra del Fuego        | Porvenir        | 3             | 22.592,7    | 6.904             |
| XII Magallanes          | Antártica Chilena       | Puerto Williams | 2             | 1.265,853.7 | 2.392             |
| RM Santiago             | Santiago                | Santiago        | 32            | 2.090,3     | 4.668,473         |
| RM Santiago             | Cordillera              | Puente Alto     | 3             | 5.528,3     | 522.856           |
| RM Santiago             | Maipo                   | San Bernardo    | 4             | 1.120,5     | 378.444           |
| RM Santiago             | Talagante               | Talagante       | 5             | 582,3       | 217.449           |
| RM Santiago             | Melipilla               | Melipilla       | 5             | 4.076,7     | 141.165           |
| RM Santiago             | Chacabuco               | Colina          | 3             | 53.873,9    | 132.798           |